# Cyphastrea decadia
Cyphastrea decadia is een rifkoralensoort uit de familie van de Merulinidae. De wetenschappelijke naam van de soort is voor het eerst geldig gepubliceerd in 1984 door Moll & Best.